# Vérification et validation
 (février 2025).
La mise en forme du texte ne suit pas les recommandations de Wikipédia : il faut le « wikifier ».
Les points d'amélioration suivants sont les cas les plus fréquents. Le détail des points à revoir est peut-être précisé sur la page de discussion.
- Les titres sont pré-formatés par le logiciel. Ils ne sont ni en capitales, ni en gras.
- Le texte ne doit pas être écrit en capitales (les noms de famille non plus), ni en gras, ni en italique, ni en « petit »…
- Le gras n'est utilisé que pour surligner le titre de l'article dans l'introduction, une seule fois.
- L'italique est rarement utilisé : mots en langue étrangère, titres d'œuvres, noms de bateaux, etc.
- Les citations ne sont pas en italique mais en corps de texte normal. Elles sont entourées par des guillemets français : « et ».
- Les listes à puces sont à éviter, des paragraphes rédigés étant largement préférés. Les tableaux sont à réserver à la présentation de données structurées (résultats, etc.).
- Les appels de note de bas de page (petits chiffres en exposant, introduits par l'outil «  Source ») sont à placer entre la fin de phrase et le point final[comme ça].
- Les liens internes (vers d'autres articles de Wikipédia) sont à choisir avec parcimonie. Créez des liens vers des articles approfondissant le sujet. Les termes génériques sans rapport avec le sujet sont à éviter, ainsi que les répétitions de liens vers un même terme.
- Les liens externes sont à placer uniquement dans une section « Liens externes », à la fin de l'article. Ces liens sont à choisir avec parcimonie suivant les règles définies. Si un lien sert de source à l'article, son insertion dans le texte est à faire par les notes de bas de page.
- La présentation des références doit suivre les conventions bibliographiques. Il est recommandé d'utiliser les modèles {{Ouvrage}}, {{Chapitre}}, {{Article}}, {{Lien web}} et/ou {{Bibliographie}}. Le mode d'édition visuel peut mettre en forme automatiquement les références.
- Insérer une infobox (cadre d'informations à droite) n'est pas obligatoire pour parachever la mise en page.

Pour une aide détaillée, merci de consulter Aide:Wikification.
Si vous pensez que ces points ont été résolus, vous pouvez retirer ce bandeau et améliorer la mise en forme d'un autre article.
La Vérification et Validation (également abrégées en V&V) sont des procédures qui sont utilisées ensemble pour vérifier qu'un produit, un service ou un système répond aux exigences et aux spécifications et qu'il remplit son objectif prévu. Il s’agit d’éléments essentiels d’un système de gestion de la qualité tel que la norme ISO 9000. Les mots « Vérification » et « Validation » sont parfois précédés de « Indépendant », indiquant que la vérification et la validation doivent être effectuées par un tiers désintéressé. « Vérification et Validation Indépendantes » peut être abrégée en « IV&V » (en anglais Independent Verification and Validation).
En réalité, en tant que termes de management de la qualité, les définitions de vérification et de validation peuvent être incohérentes. Parfois, ils sont même utilisés de manière interchangeable,,.
Cependant, le guide PMBOK, norme adoptée par l'Institute of Electrical and Electronics Engineers (IEEE), les définit ainsi dans sa 4ᵉ édition :
- "Vérification : L'évaluation de la conformité ou non d'un produit, d'un service ou d'un système à une réglementation, une exigence, une spécification ou une condition imposée. Il s'agit souvent d'un processus interne. Contraste avec la validation."

- "Validation : L'assurance qu'un produit, un service ou un système répond aux besoins du client et d'autres parties prenantes identifiées. Cela implique souvent l'acceptation et l'adéquation avec les clients externes. Contraste avec la vérification."

ISO 9001:2015 a aussi sa propre définition de ces termes :
- Vérification : la vérification de la conception est la confirmation par examen et par la fourniture de preuves objectives que les exigences d'entrée spécifiées ont été remplies. Activités de vérification telles que la modélisation, les simulations, les calculs alternatifs, la comparaison avec d'autres conceptions éprouvées, les expériences, les tests et les examens techniques spécialisés.

- Validation : garantir que le produit obtenu est capable de répondre aux exigences de l'application spécifiée ou de l'utilisation prévue, lorsqu'elle est connue. La validation de la conception est similaire à la vérification, sauf que cette fois, vous devez vérifier le produit conçu dans les conditions d'utilisation réelle.

## Aperçu

### Vérification
La vérification vise à vérifier qu'un produit, un service ou un système répond à un ensemble de spécifications de conception,. Dans la phase de développement, les procédures de vérification impliquent la réalisation de tests spéciaux pour modéliser ou simuler une partie ou la totalité d'un produit, d'un service ou d'un système. Par la suite, la réalisation d'un examen ou d'une analyse des résultats de la modélisation est effectuée. Dans la phase post-développement, les procédures de vérification impliquent la répétition régulière de tests conçus spécifiquement pour garantir que le produit, le service ou le système continue de répondre aux exigences, spécifications et réglementations de conception initiales au fil du temps,. Il s'agit d'un processus utilisé pour évaluer si un produit, un service ou un système est conforme aux réglementations, spécifications ou conditions imposées au début d'une phase de développement. La vérification peut être en cours de développement, de mise à l’échelle ou de production. Il s'agit souvent d'un processus interne.

### Validation
La validation vise à garantir qu'un produit, un service ou un système (ou une partie de ceux-ci) aboutit à un produit, un service ou un système (ou une partie de ceux-ci) qui répond aux besoins opérationnels de l'utilisateur,. Pour un nouveau flux de développement ou un nouveau flux de vérification, les procédures de validation peuvent impliquer la modélisation du flux et l'utilisation de simulations pour prédire les défauts ou les lacunes qui pourraient conduire à une vérification ou au développement invalide ou incomplet d'un produit, d'un service ou d'un système (ou une partie de ceux-ci). Un ensemble d'exigences de validation (telles que définies par l'utilisateur), de spécifications et de réglementations peut ensuite être utilisé comme base pour qualifier un flux de développement ou un flux de vérification pour un produit, un service ou un système (ou une partie de ceux-ci). Des procédures de validation supplémentaires incluent également celles qui sont conçues spécifiquement pour garantir que les modifications apportées à un flux de développement ou à un flux de vérification existant auront pour effet de produire un produit, un service ou un système (ou une partie de ceux-ci) qui répond aux exigences initiales de l'utilisateur. Ces validations aident à maintenir le flux qualifié. Il s'agit d'un processus d'établissement de preuves qui fournit un degré élevé d'assurance qu'un produit, un service ou un système répond aux exigences prévues. Cela implique souvent l'acceptation de l'adéquation à l'usage avec les utilisateurs finaux et les autres parties prenantes du produit. Il s'agit souvent d'un processus externe.

### Comparaison
On dit parfois que la validation peut être exprimée par la requête « Construisez-vous la bonne chose ? » et la vérification par « Le construisez-vous correctement ? ». « Construire la bonne chose » renvoie aux besoins de l'utilisateur, tandis que « Construire correctement » vérifie que les spécifications sont correctement mises en œuvre par le système. Dans certains contextes, il est nécessaire d'avoir des exigences écrites pour les deux ainsi que des procédures ou protocoles formels pour déterminer la conformité.
Il est tout à fait possible qu'un produit réussisse la vérification, mais échoue la validation. Cela peut se produire lorsque, par exemple, un produit est construit conformément aux spécifications, mais que le produit ne parvient pas à répondre aux besoins de l'utilisateur.
Il se peut, dans le cas contraire, qu'un produit réussisse la validation, mais échoue la vérification. Cela peut se produire lorsque, par exemple, un produit répond aux besoins de l'utilisateur, mais le produit ne répond pas à une ou plusieurs réglementations, exigences, spécifications et conditions imposées.